# Erfüllbarkeitsäquivalenz
Erfüllbarkeitsäquivalenz ist eine Eigenschaft, die zwischen zwei prädikatenlogischen Formeln gelten kann.
Zwei Formeln F und G sind genau dann erfüllbarkeitsäquivalent, wenn gilt:
F ist erfüllbar {\displaystyle \Leftrightarrow } G ist erfüllbar
Oder umgekehrt:
F ist unerfüllbar {\displaystyle \Leftrightarrow } G ist unerfüllbar
Die beiden Formeln brauchen nicht äquivalent zu sein und brauchen auch nicht durch dieselben Interpretationen erfüllt zu werden. Erfüllbarkeitsäquivalenz ist somit eine recht schwache Eigenschaft.
Relevant ist die Erfüllbarkeitsäquivalenz bei Nachweis der Unerfüllbarkeit einer prädikatenlogischen Formel mittels der Herbrand-Theorie. Dazu muss die Formel erst in die Skolemform umgeformt werden, die zur Ausgangsformel lediglich erfüllbarkeitsäquivalent ist.

## Beispiel
Es sei {\displaystyle X} eine Formel (mit der Bedingung, dass sie weder eine Tautologie noch unerfüllbar ist). Dann sind die Formeln {\displaystyle X} und {\displaystyle \neg X} erfüllbarkeitsäquivalent, aber nicht äquivalent.

## Umformung in erfüllbarkeitsäquivalente 3-KNF Formel
Zu jeder Formel in m-KNF, d. h. der Form {\displaystyle \bigwedge _{i}\left(Y_{i,1}\vee ...\vee Y_{i,k_{i}}\right)} mit {\displaystyle k_{i}\leq m} also höchstens {\displaystyle m} Literalen pro Disjunktion, kann in Polynomialzeit eine erfüllbarkeitsäquivalente Formel in 3-KNF konstruiert werden.
Sei dazu {\displaystyle \Psi =C_{1}\wedge ...\wedge C_{n}} mit {\displaystyle C_{i}=Y_{i,1}\vee ...\vee Y_{i,m_{i}}}. Solange {\displaystyle \Psi } noch eine Klausel {\displaystyle m_{i}\geq 3} besitzt, ersetze dieses {\displaystyle C_{i}} durch {\displaystyle C_{i}=C'_{i}\wedge C''_{i}} mit
{\displaystyle C'_{i}=Y_{i,1}\vee Y_{i,2}\vee X}
{\displaystyle C''_{i}=\neg X\vee Y_{i,3}\vee ...\vee Y_{i,m_{i}}}
{\displaystyle X} ist dabei eine neue Variable. Jede Interpretation, die {\displaystyle C'_{i}} und {\displaystyle C''_{i}} erfüllt, erfüllt auch {\displaystyle C_{i}}. Jede Interpretation, die {\displaystyle C_{i}} erfüllt, kann zu einer Interpretation, welche {\displaystyle C'_{i}} und {\displaystyle C''_{i}} erfüllt umgeformt werden.